# Herrenhof (Mußbach)
Der Herrenhof im Winzerdorf Mußbach, seit 1969 Ortsteil von Neustadt an der Weinstraße (Rheinland-Pfalz), ist eine weitläufige, umfassend restaurierte Hofgutanlage. Sie ist seit dem Frühmittelalter nachgewiesen und gilt als eines der ältesten Weingüter der Welt. Das Weingut selbst befindet sich jedoch nicht mehr in dem historischen Gebäudeensemble, sondern ist in den 1980ern auf den Weincampus Neustadt umgezogen. Es wird heute unter dem Namen Staatsweingut mit Johannitergut bewirtschaftet und ist Eigentum des Landes Rheinland-Pfalz.
Die Denkmalzone Herrenhof ist der Hauptteil der größeren Denkmalzone Johanniterviertel.

## Geographische Lage
Das eigentliche, knapp ein Hektar große Hofgut liegt südlich der heute protestantischen alten Johanneskirche, dem nordwestlichen Abschluss des Gesamtgeländes. Sie gehörte anfangs zum Herrenhof-Gelände; im Hochmittelalter wurde sie als Ordenskirche an der Stelle einer kleineren Vorgängerkirche errichtet. Obwohl die Anschrift An der Eselshaut 18 es vermuten lässt, besteht zu dieser Straße wegen der vorgelagerten Kirche kein direkter Zugang. Dieser erfolgt über die Herrenhofstraße, die östlich vorbeiführt, während die Lutwitzistraße (ohne Zugang) die Westgrenze bildet. Auf der Südgrenze des Hofguts verläuft von Nordwest nach Südost der für den Ortsnamen verantwortliche Mußbach.
Heute umgibt Wohnbebauung das von ursprünglich etwa sechs auf drei Hektar geschrumpfte Gesamtareal; im Mittelalter lag es außerhalb des bebauten Ortszentrums, an das es mit seinem Nordteil angrenzt. Den größeren Südteil nehmen die Weinberge des Herrenhofs mit gut eineinhalb Hektar ein, die mitten im Ort die Lage Mußbacher Johannitergarten bilden. Die Rebfläche reicht im Süden bis an die Straße An der Bleiche, wo im 20. Jahrhundert eine rechte Ableitung des Mußbachs verrohrt wurde, im Westen bis zum Südende der Straße An der Eselshaut. Im südöstlichen Bereich wurde Ende der 1950er Jahre die katholische neue Johanneskirche errichtet und 1959 geweiht.

## Geschichte

### Mittelalter
Erstmals erwähnt ist der Herrenhof in drei, auf das Jahr 774 datierten Schenkungsurkunden an das Kloster Weißenburg. Die nahe Verwandtschaft der Schenker lässt vermuten, dass ihre Ländereien aus einem größeren Grundbesitz hervorgegangen waren, der womöglich sogar bis ins ausgehende 7. Jahrhundert zurückreichen könnte. Da jene Urkunden jedoch nur als Abschriften in dem fast 100 Jahre später entstandenen Codex Traditiones Wizenburgenses überliefert sind, sind die Ursprünge des Herrenhofes nicht sicher zu datieren. Ob zu dieser Zeit in Mußbach bereits Wein angebaut wurde, ist ebenfalls unklar. Erstmals urkundlich erwähnt ist Weinbau dort erst im Codex Edelini um 1280. Dieser enthält die Abschriften dreier weiterer Urkunden, die ursprünglich im 9. oder 10. Jahrhundert ausgestellt worden sein müssen, aber auch nicht genau zu datieren sind. Damit konkurriert der Herrenhof mit dem Staffelter Hof in Kröv um den Titel als ältestes Weingut der Welt. Da der Ursprung des Staffelter Hofs jedoch durch eine im Original erhaltene Urkunde aus dem Jahr 862 zeitlich exakt zu datieren ist, muss nach Quellenlage dieser als das älteste Weingut gelten.
Im Zuge des Salischen Kirchenraubes durch Otto von Worms gelangte der Herrenhof 985 in den Besitz der salischen und staufischen Herrscher, die ihn zunächst als Lehen an Ministeriale vergaben. Schließlich gelangte er in den erblichen Besitz des niederen Adels der Region und 1290 an den Johanniterorden. Es gehörte als sogenanntes Membrum (lateinisch für Mitglied) zu dessen Komturei Heimbach in der südpfälzischen Gemeinde Zeiskam. Während die Komturei 1525 im Bauernkrieg verwüstet wurde, blieb die Mußbacher Unterkomturei unversehrt. Nach der Reformation stand sie weiterhin im Besitz des katholischen Ordenszweigs, der in Malteserorden umbenannt worden war, während der Name Johanniterorden auf den neuen protestantischen Zweig überging.
Gegen Ende des 16. Jahrhunderts befand sich der Herrenhof auf dem Höhepunkt seiner wirtschaftlichen Blüte: 1589 gehörten zum Hof die angrenzende, dem Ordenspatron geweihte Johanneskirche, die Haidmühle am Speyerbach unterhalb von Neustadt, 375 Hektar Ackerland, 116 Hektar Wiesen, 5 Hektar eigenbewirtschaftete und 35 Hektar „ewig verpachtete“ Weinberge sowie 165 Hektar Ordenswald östlich von Mußbach. Dem Orden standen zudem der Zehnt und eine Reihe von Abgaben durch die Bauern, die sogenannten Gülten, zu, ebenso die Fischereirechte in Speyerbach und Rehbach. Die Überschüsse flossen bis 1512 der Komturei Heimbach zu, dann dem Großprior in Deutschen Landen und Komtur von Heimbach, Johann von Hattstein († 1546), der seinen Sitz jenseits des Rheins im badischen Heitersheim hatte, sich aber oft in Heimbach bzw. Speyer aufhielt. Jedes Jahr im Sommer wurden die Beamten des kurfürstlichen Oberamts zu einem Festessen mit anschließender Belustigung in den Herrenhof eingeladen. Aus dieser Tradition hat sich das Eselshautfest entwickelt, das jährlich an zwei Wochenenden im Juni/Juli auf dem Gelände des Herrenhofs gefeiert wird.

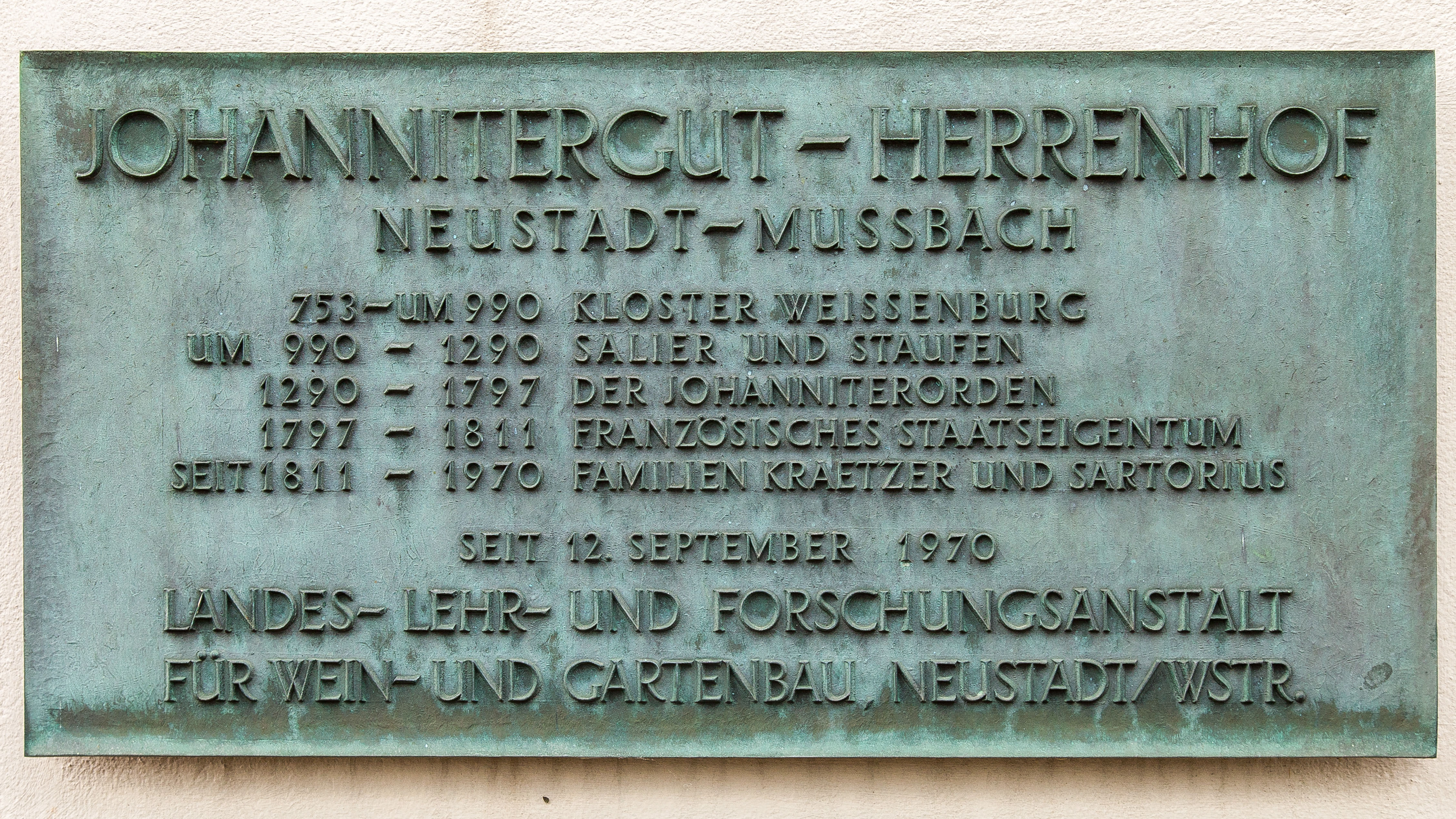
Informationstafel zur Geschichte des Johanniterguts
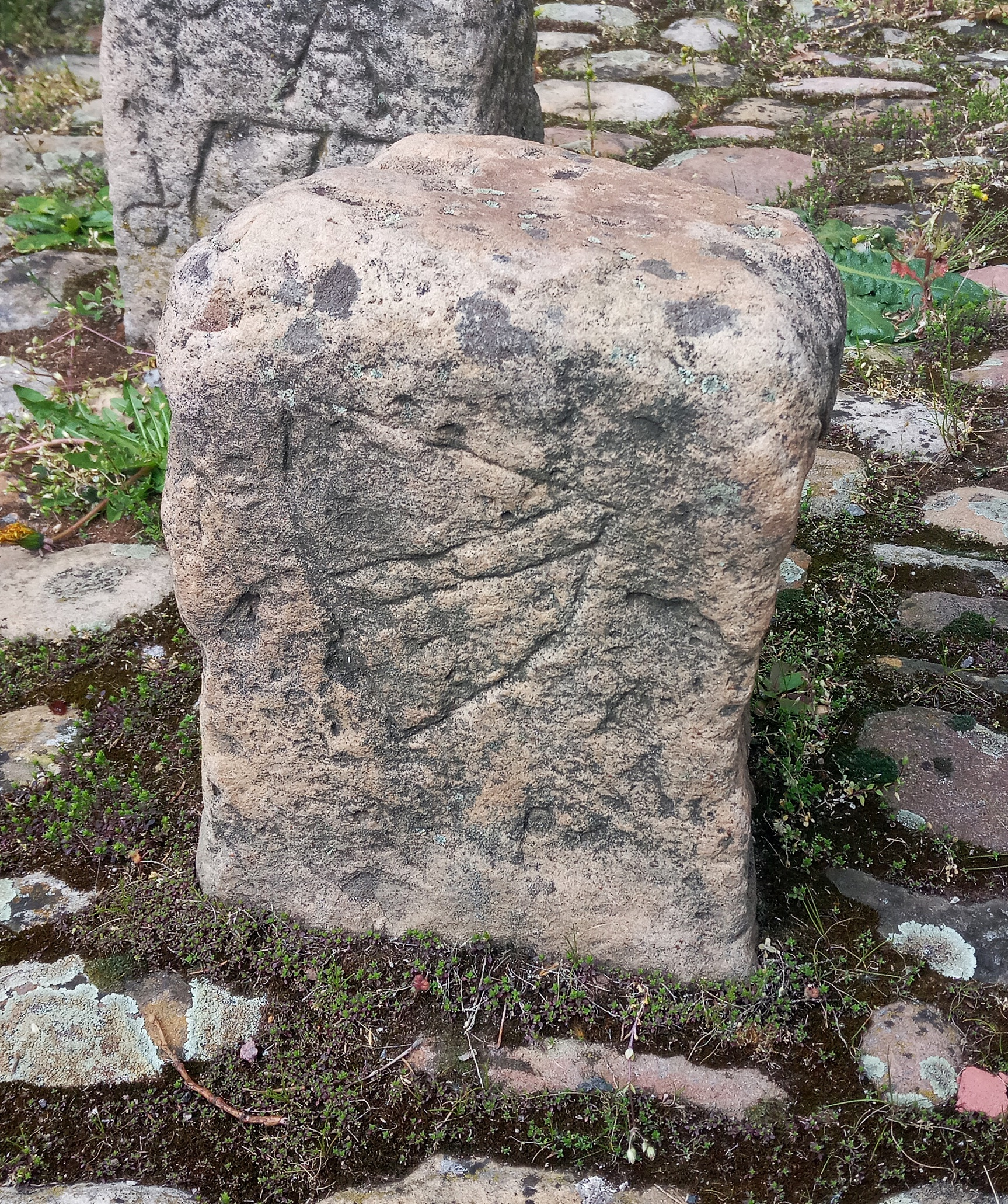
Grenzstein mit dem Wappen des Adelsgeschlechts von Mußbach
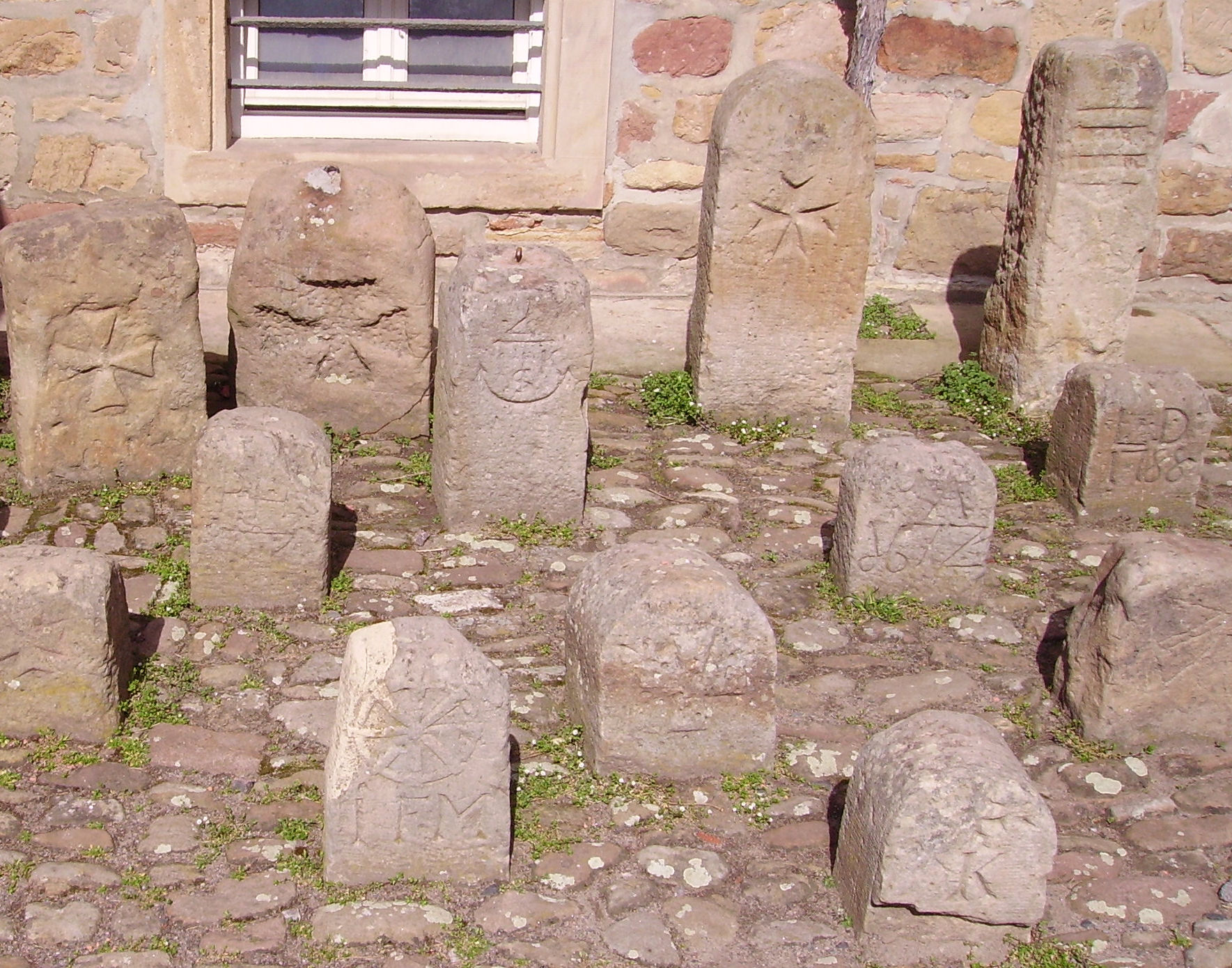
Sammlung alter Grenzsteine im Herrenhof

### Neuzeit
Die Kriege des 17. Jahrhunderts begründeten den Niedergang des Herrenhofs. 1621, im dritten Jahr des Dreißigjährigen Kriegs, kämpften Truppen des für die Reformierte Kirche eintretenden Ernst von Mansfeld und des auf Seiten der Katholischen Liga stehenden spanischen Generals Fernández de Córdoba in der Pfalz gegeneinander; dabei verheerten sie in der Gegend von Mußbach nicht nur die landwirtschaftlichen Flächen um das Dorf, sondern auch den Ort samt dem Herrenhof. Bevor eine wirtschaftliche Erholung greifen konnte, brach 1689 der Pfälzische Erbfolgekrieg aus, bei dem der französische König Ludwig XIV. vor allem die linksrheinischen Teile der Kurpfalz niederbrennen ließ. Bis auf die Kirche, Teile des Herrenhofs und einige wenige Häuser versank dabei auch Mußbach in Schutt und Asche. Ob das ursprüngliche Schaffnerhaus unmittelbar südlich der Johanneskirche, wie diese in der Ära der Hochgotik errichtet, im ersten oder im zweiten Krieg zerstört wurde, ist ungeklärt. Immerhin gelang es dem Malteserorden, den Herrenhof bis auf dieses Schaffnerhaus noch einmal einigermaßen herzurichten und für ein weiteres Jahrhundert rentabel zu betreiben.
Als gegen Ende des 18. Jahrhunderts die Französische Revolution auf die linksrheinischen deutschen Gebiete übergegriffen hatte, wurden 1797 auch die Besitztümer des Malteserordens säkularisiert. Den Herrenhof übereignete schließlich Napoleon seiner Ehrenlegion. 1811 ließ er das Hofgut aufteilen und zur Auffüllung seiner Kriegskasse versteigern. Den größten Anteil konnte der wohlhabende Tabakkaufmann Jakob Kraetzer erwerben. Seine Nachkommen führten das Gut bis in die vierte Generation hinein. 1870 trat als Teilhaber des Urenkels Josef Kraetzer dessen Schwager Otto Sartorius der Ältere in das Unternehmen ein; 1899 übernahm er es gänzlich, indem er die Verwandtschaft auszahlte. Als er 1911 starb, folgte ihm sein gleichnamiger Sohn Otto Sartorius der Jüngere nach und leitete das Weingut bis zu seinem Tod 1977. Allerdings hatte er das Eigentum bereits 1970 dem Land Rheinland-Pfalz übertragen, das die Weinberge des Herrenhofs seither als Staatsweingut bewirtschaftet.

### Restaurierung und heutige Nutzung
1983 wurde die Fördergemeinschaft Herrenhof Mußbach e. V. gegründet. Sie begann mit der Restaurierung des baulichen Ensembles, die 1991 weitgehend abgeschlossen war. Seitdem dient der Gebäudekomplex mit seinen zahlreichen repräsentativen Räumen und seinem riesigen gepflasterten Innenhof der Stadt Neustadt und dem Ortsteil Mußbach als Kulisse für Kultur- und Festveranstaltungen, außerdem ermöglicht der Herrenhof große Kunstausstellungen. Ein 2015 unterzeichneter Überlassungsvertrag regelt mit einer Laufzeit von 20 Jahren das neu ausgehandelte Verhältnis zwischen dem Land Rheinland-Pfalz, der Stadt Neustadt und der Fördergemeinschaft. Das Land verpflichtet sich, in den nächsten Jahren die gesamte Liegenschaft instand zu setzen, der laufende Bauunterhalt ist dann Sache der Stadt.

#### Festsaal
Die Tenne im Obergeschoss des Kelterhauses ist zu einem Festsaal mit Bühne ausgebaut, der mehr als 300 Zuschauer fasst. Er wird vor allem für Konzerte, Theateraufführungen, Kabaretts und sonstige Veranstaltungen genutzt, z. B. werden hier regelmäßig die Preisträger der Region des Wettbewerbes Jugend musiziert vorgestellt.

#### Eselshautfest
Das Eselshautfest findet seit den 1970er Jahren Ende Juni/Anfang Juli statt. Es hat schon in den 1990er Jahren die Kerwe als bedeutendstes Fest Mußbachs abgelöst und ist eines derjenigen Weinfeste der Pfalz geworden, die überregional Besucher anziehen. Der Name des Festes leitet sich von der bekanntesten Weinlage des Ortes her, der Mußbacher Eselshaut. Die Besucher treffen sich auf dem weitläufigen Areal des Herrenhofs zwischen den beiden Kirchen. Das Fest dauert insgesamt sechs Tage, an zwei Wochenenden jeweils von Freitag bis Sonntag.

## Anlage
Die Baustile der renovierten Gebäude gehen nicht auf die Ursprungszeit zurück, sondern gehören in spätere Epochen: Hochgotik, Renaissance, Barock und Gründerzeit.

### Innenhof, Mauer und Portal
Das Bauensemble des Herrenhofs gruppiert sich viereckig um den zentralen Hof. Dass er einst auch als Dinghof diente, auf dem Gerichtsverhandlungen und Abstimmungen stattfanden, bestätigen sogenannte Wetzrillen an umliegenden Torgewänden. In der Hofmitte liegt ein 25 m tiefer Brunnenschacht, der kein Wasser mehr enthält. Er dürfte aus dem Hochmittelalter stammen und der älteste noch existierende Teil der Gesamtanlage sein. Seine Tiefe belegt, dass bei seiner Errichtung trotz des damals nur etwa 200 m südlich ungefasst vorbeifließenden Mußbachs das Grundwasser bereits nicht mehr so hoch stand wie offenbar zur Zeit der Ortsgründung; 780 wurde der Ort erstmals als Muosbach (also moosiger oder sumpfiger Bach) im Inventar des Klosters Fulda erwähnt. Ein Grenzstein, der von der Komturei Heimbach stammt, zeigt das Johanniterkreuz, dessen acht Spitzen auf die acht Seligpreisungen der Bergpredigt im Evangelium nach Matthäus 5,3–12  hinweisen, während die vier Balken die Kardinaltugenden Gerechtigkeit, Tapferkeit, Weisheit und Mäßigung bedeuten. Die Ringmauer um den Hof ist auf der Ostseite vollständig erhalten und belegt mit über 5 m Höhe, dass es sich um einen Wehrhof handelte. Den Eingang bildet in der Nordostecke ein Renaissanceportal von 1530, das aus massiven Buckelquadern erbaut ist und Teil eines großen Torturmes war, der nach der Versteigerung des Anwesens 1811/12 abgerissen wurde.

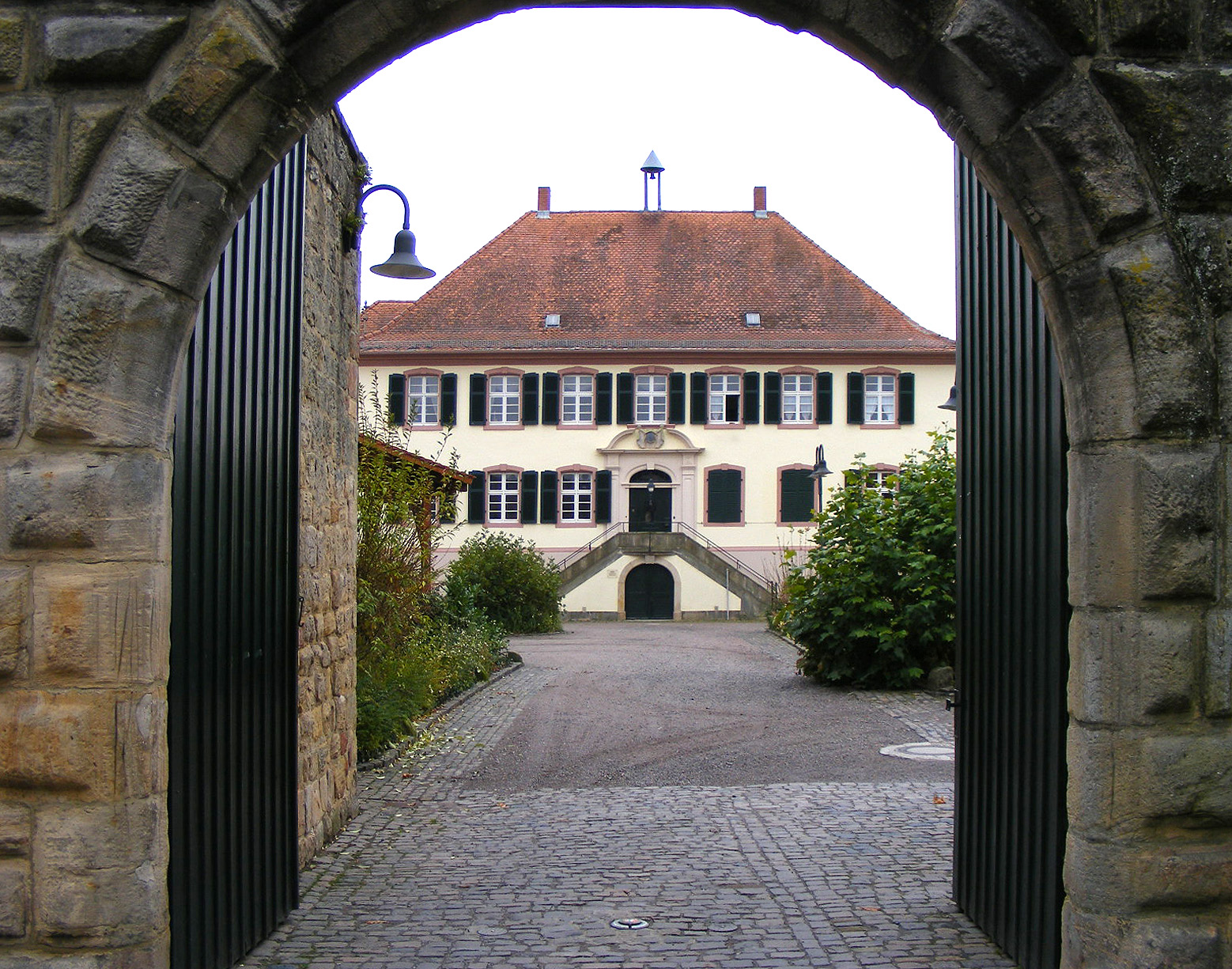
Toreinfahrt und Herrenhaus
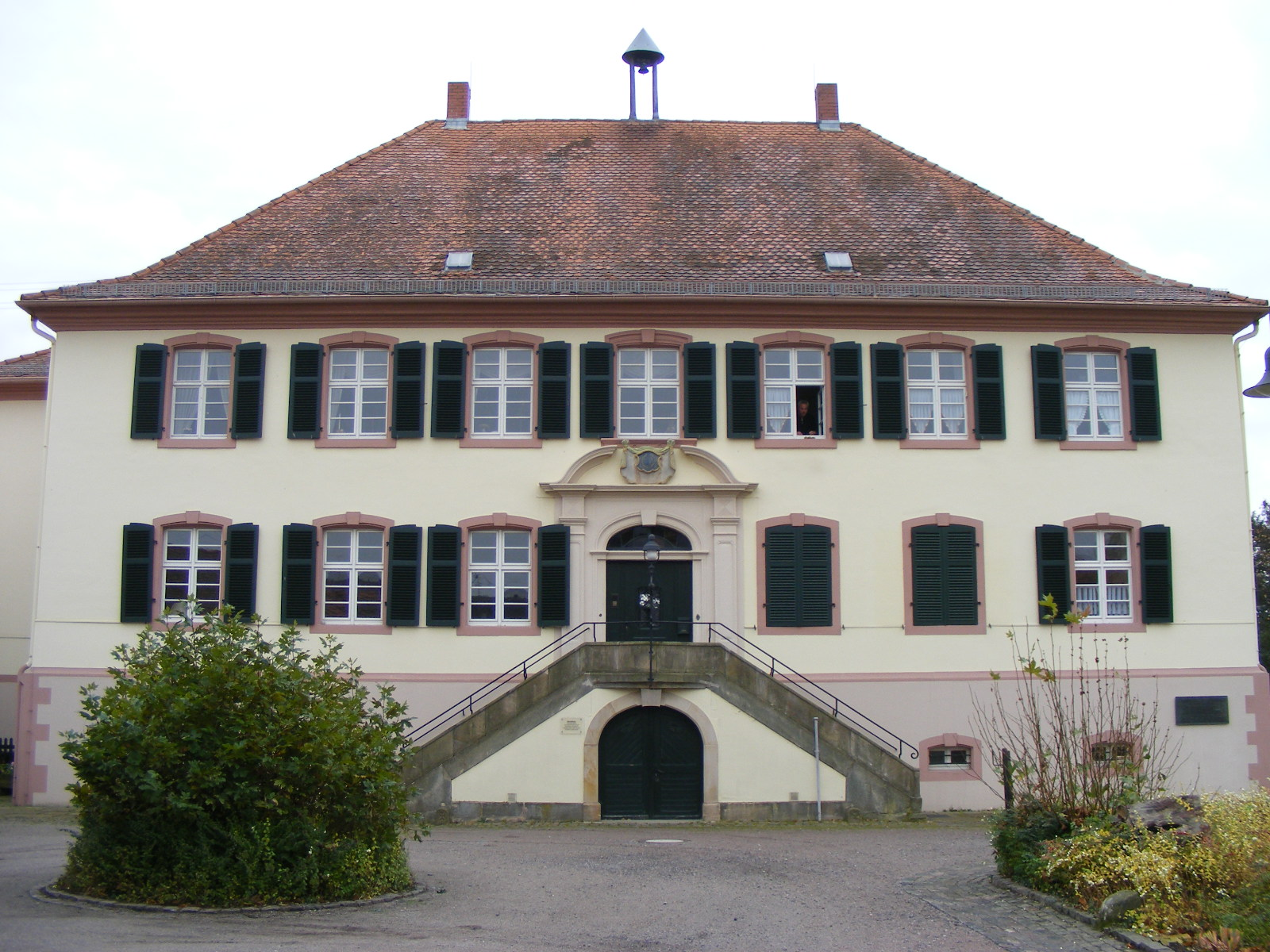
Barockes Herrenhaus
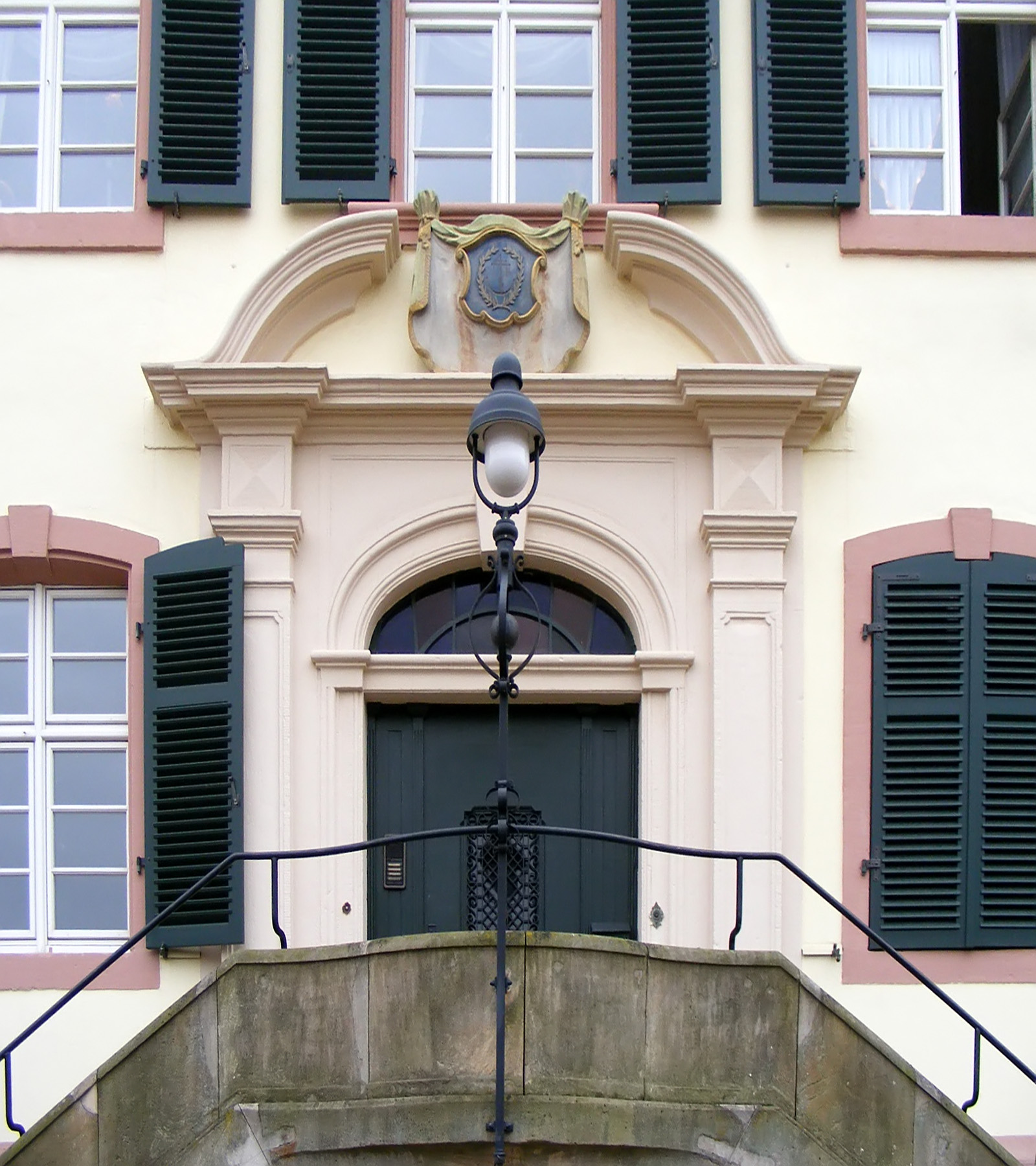
Herrenhaus-Portal
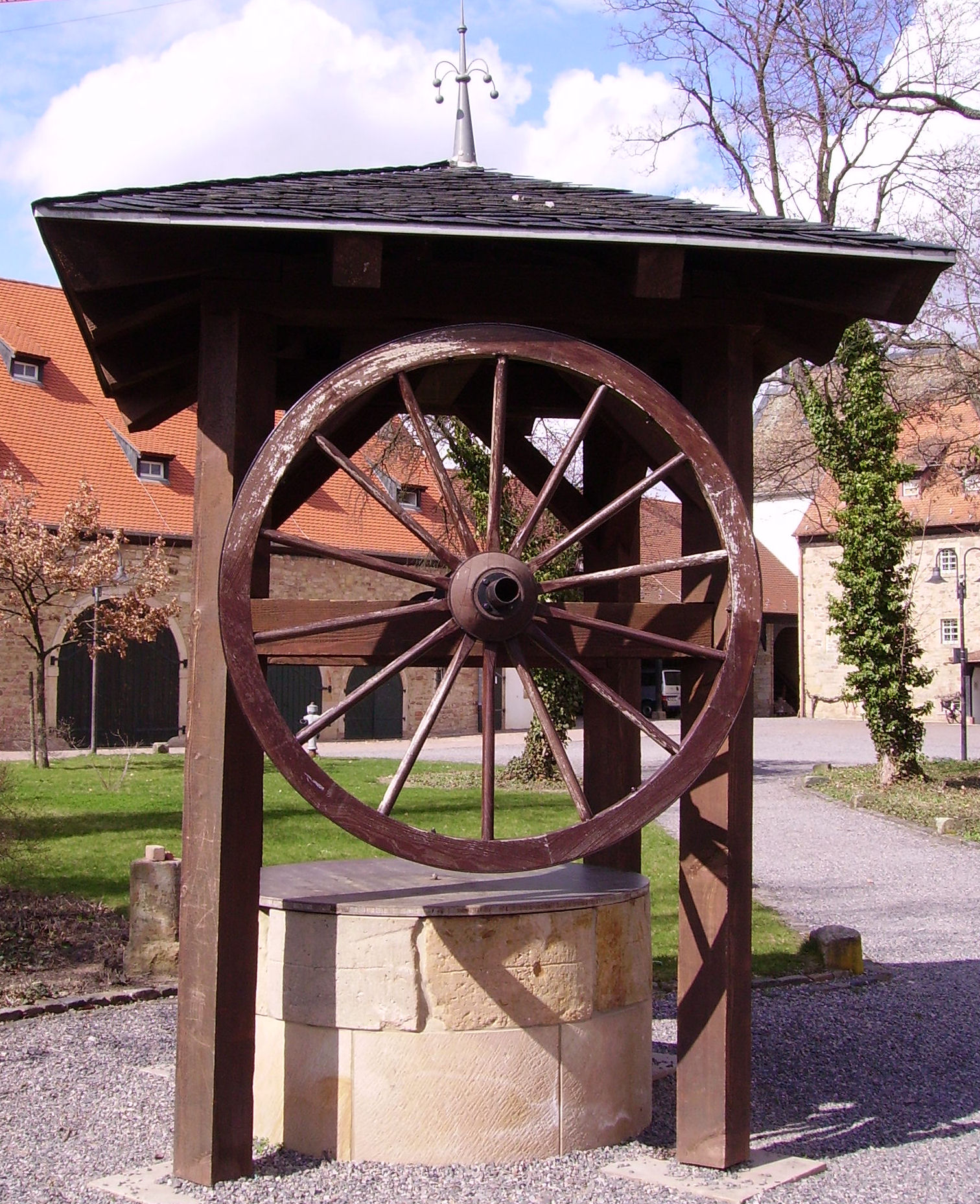
Mittelalterlicher Brunnen im Innenhof
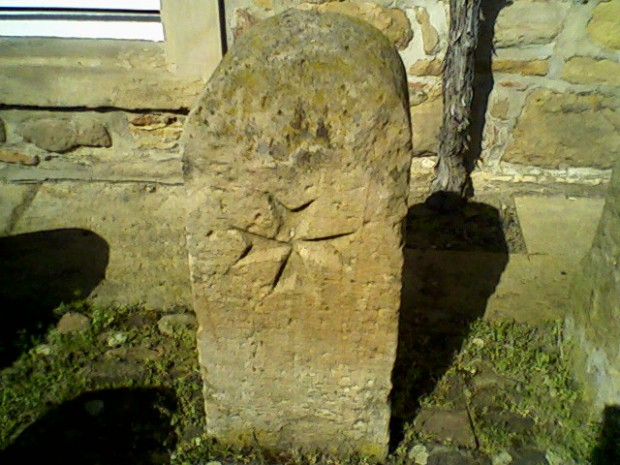
Von der Komturei Heimbach stammender Grenzstein

### Herrenhaus und Kutscherhaus
Das Herrenhaus im Südosten gegenüber dem Portal erstreckt sich von Ost nach West. Es wurde 1773/74 im Barockstil errichtet und diente dem Orden als neues Schaffnerhaus. Westlich daneben schließt sich das sogenannte „Holländer-“ (nach der Dachform) oder „Kutscherhaus“ (weil es vom Kutscher bewohnt wurde) an, das um 1775 aus den übriggebliebenen Sandsteinen des alten, im 17. Jahrhundert niedergebrannten Schaffnerhauses erbaut wurde.

### Johannitergarten, Villa, Stallungen und Werkstatt
Durch eine unbebaute Lücke werden ein großer parkähnlicher Pflanzgarten und der Johannitergarten erreicht, der schon mehr als 1300 Jahre lang für den Weinbau genutzt wird. In seiner Nordwestecke, also außerhalb der befestigten Anlage, steht eine repräsentative Villa, die Otto Sartorius der Ältere 1886/87 während der Gründerzeit als Weinhandelshaus errichten ließ. Die Bebauung im Süden wird durch die Stallungen und die Werkstatt abgeschlossen, die vor 1500 erbaut und 1770–1772 renoviert wurden; ihre Südseite, zur Gartenanlage hin, ist mit Schießscharten versehen.

### Kelterhaus und Remise
Im Westen zieht sich ein mächtiges Kelterhaus an der Lutwitzistraße entlang, an seinem nördlichen Ende ist eine große Remise angebaut. Dem Orden diente das Kelterhaus als Scheune und die Remise als Kelterplatz sowie Unterstellmöglichkeit für Ackergeräte und Fuhrpark. Eine restaurierte Kelter ist an der östlichen Ringmauer als Schauobjekt aufgestellt.

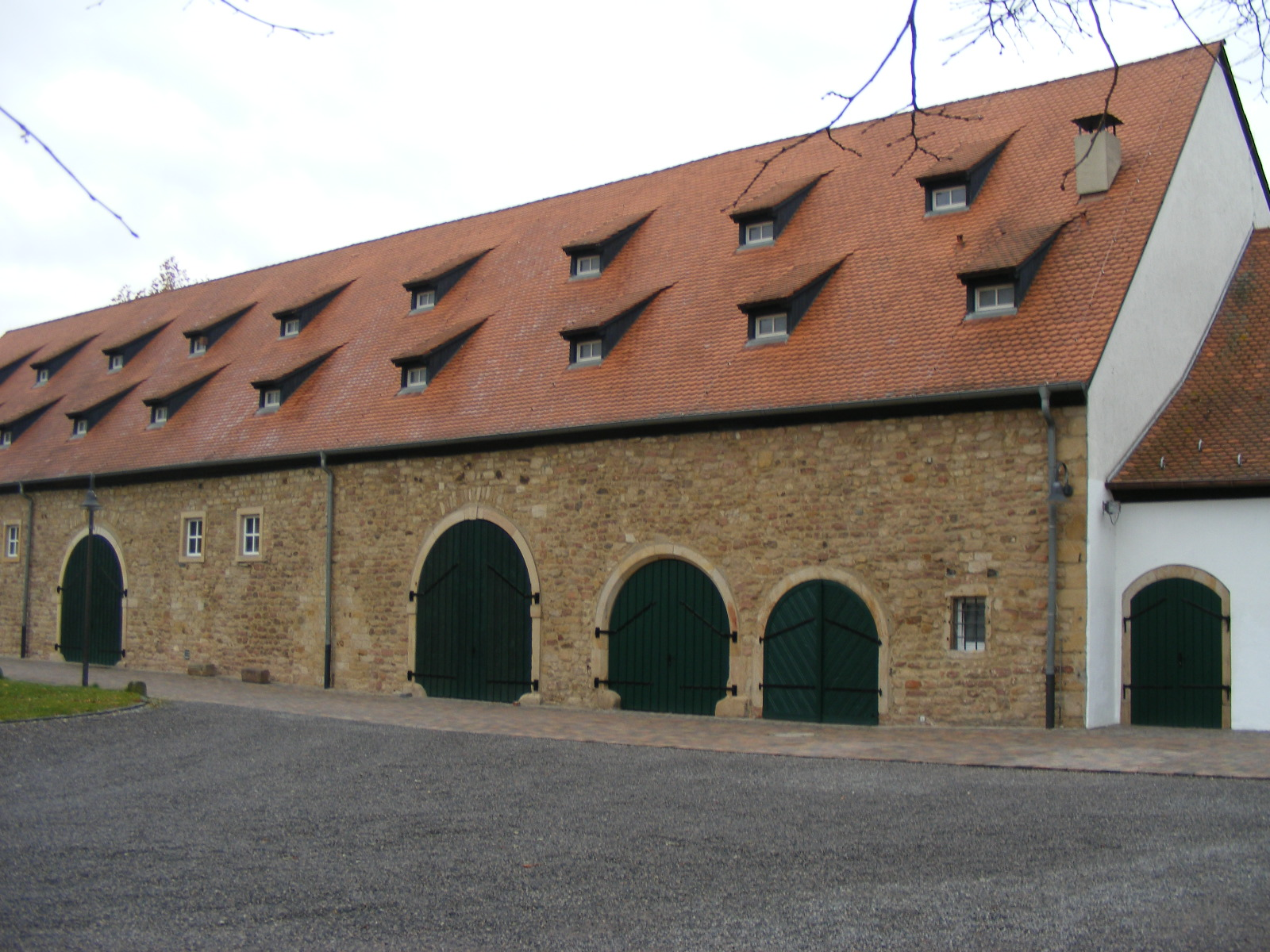
Kelterhaus
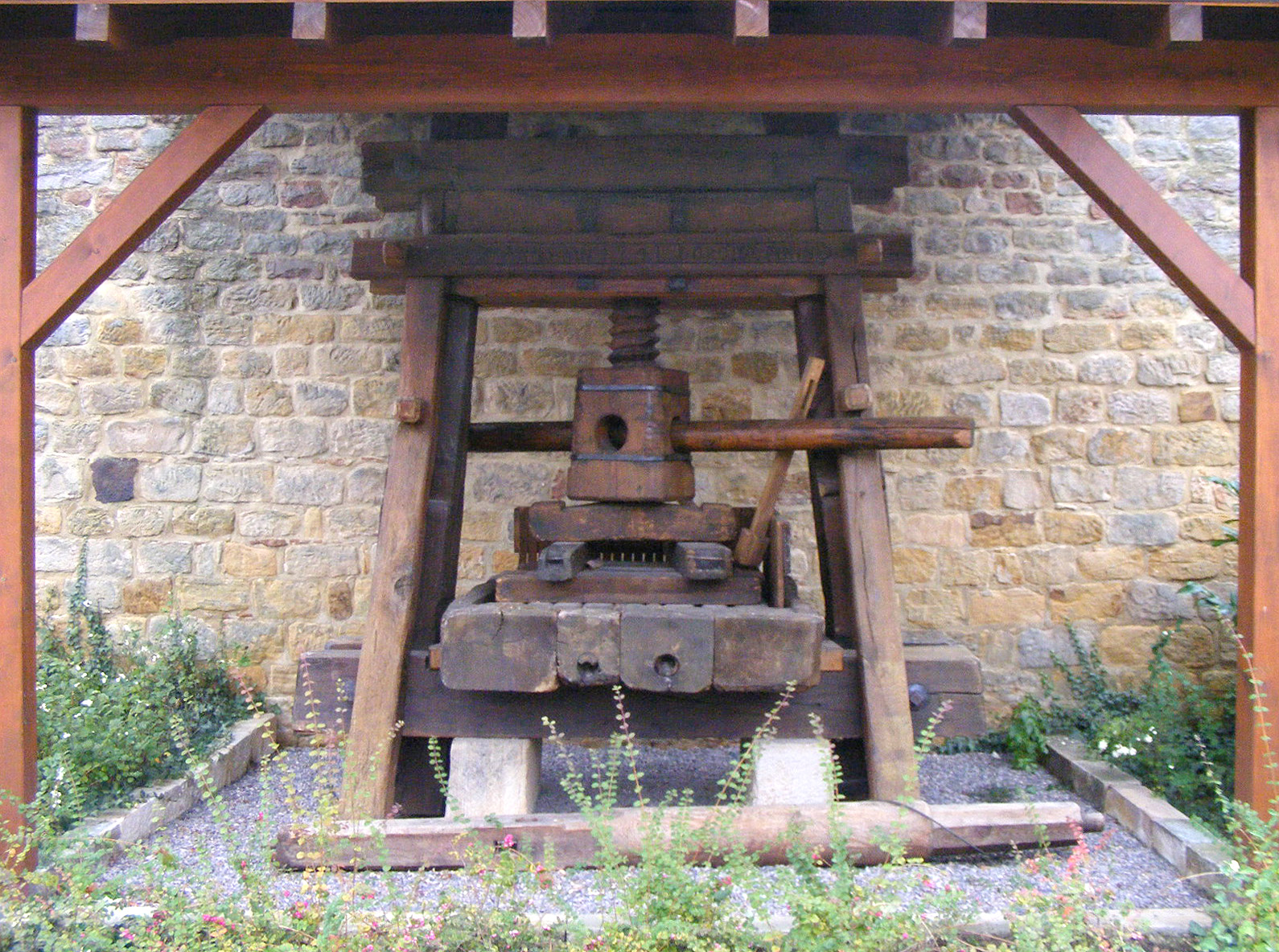
Kelter
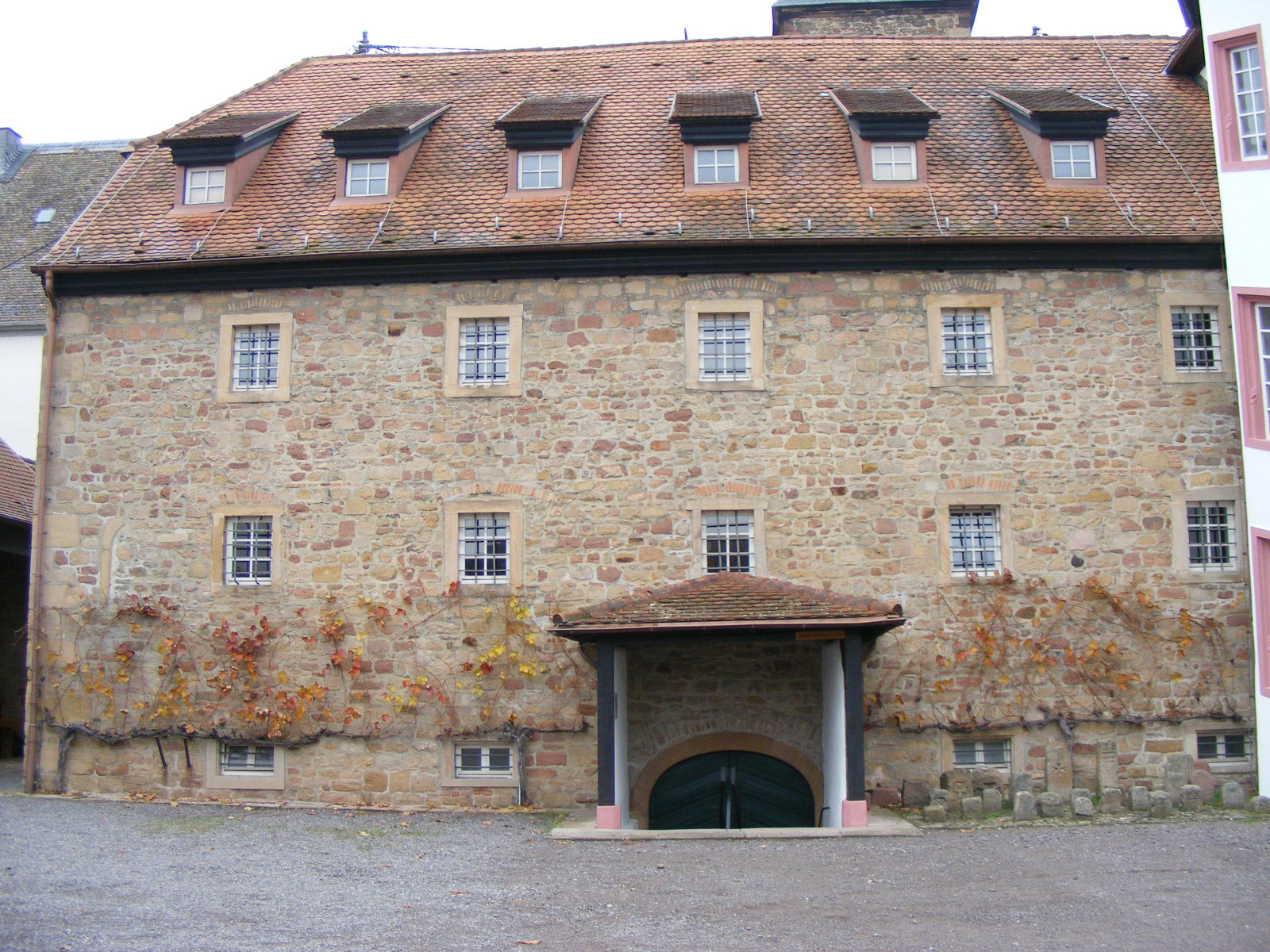
Getreidekasten mit Weinbaumuseum
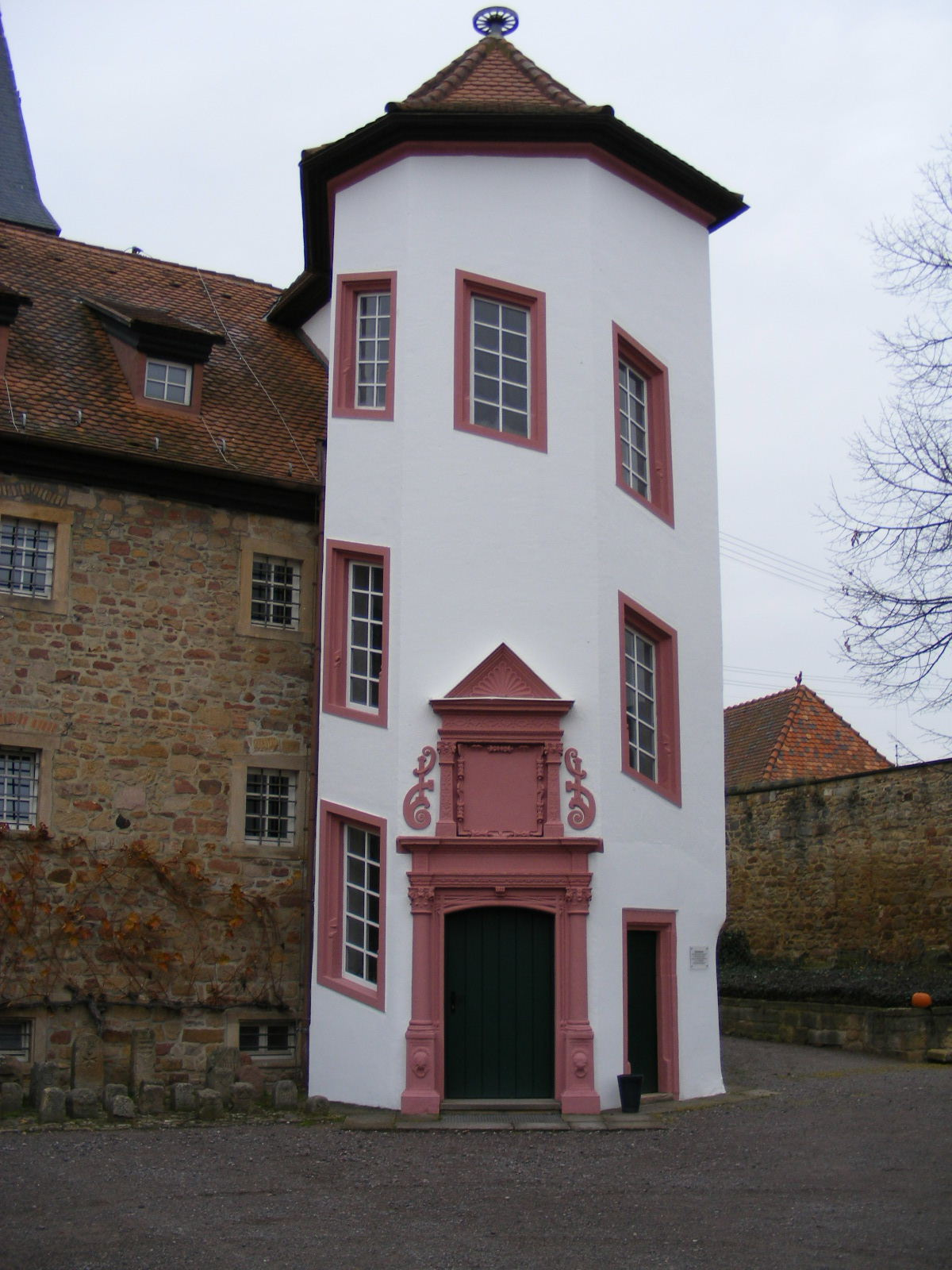
Storchenturm
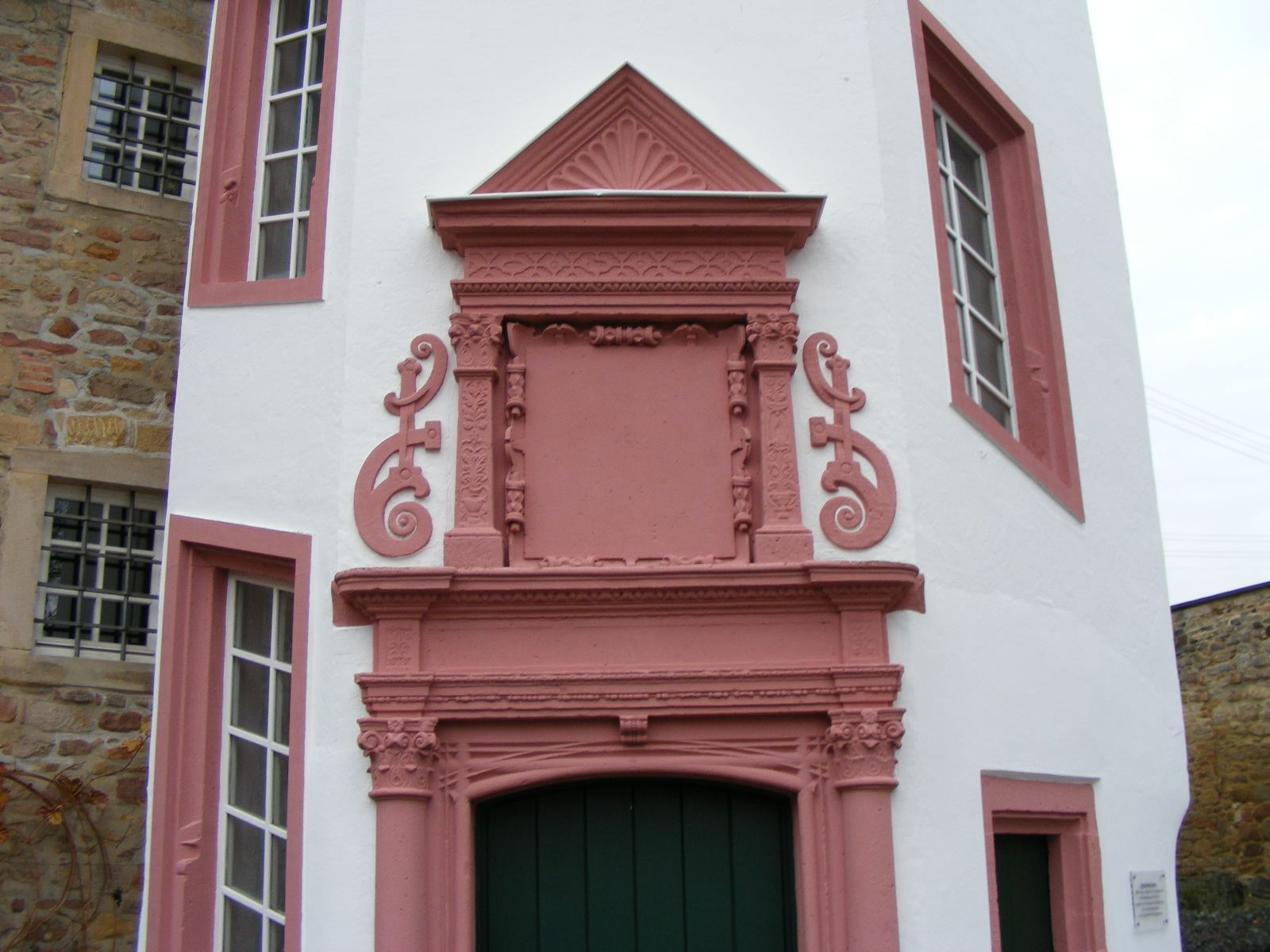
Portal des Storchenturms

### Getreidekasten, Storchenturm und Bedienstetengebäude
Unmittelbar auf der Südseite der Johanneskirche liegt der voluminöse, Getreidekasten genannte Kornspeicher. Er ist aus unregelmäßigen Bruchsteinen aufgemauert, das Dachgeschoss wird über sechs nach Süden weisende Gauben mit Licht versorgt. Als Zugang zu den oberen Etagen dient der Storchenturm, ein ehemals hochgotischer, später im Stil der Renaissance umgebauter und weiß verputzter Treppenturm mit einem einzigartigen Renaissance-Portal und einer repräsentativen Wendeltreppe. Die bauliche Ausführung belegt, dass der Turm früher zum herrschaftlichen Schaffnerhaus gehörte. Dieses stand östlich des Getreidekastens rechtwinklig zu diesem und reichte bis zur Mitte des südlich davon entlangführenden Weges zwischen Eingangsportal und Kelterhaus. Die in geringen Teilen erhaltene östliche Außenmauer des Schaffnerhauses lässt noch Fenster und Türbögen erkennen. Weiter nach rechts bis zum Hauptportal verläuft ein langgestreckter zweieinhalbgeschossiger Bau, in dem sich die Wohnungen der Bediensteten befanden.